# Magnes (mitologia)
Segons la mitologia grega, Magnes (en grec antic Μάγνης), va ser un heroi, fill d'Èol i d'Enàrete. Altres mitògrafs el consideren fill de Zeus i de Tia, i germà de Macèdon, l'epònim de Macedònia.
Es va unir amb una nàiade, que de vegades porta el nom de Cerèbia, i va tenir dos fills, Dictis i Polidectes, que van tenir un paper en la llegenda de Perseu. Diverses tradicions li atribueixen altres fills.
És considerat epònim de Magnèsia.
Segons Antoní Liberal, Hesíode el feia fill d'Argos i de Perimele, una de les filles d'Admet. En aquest cas era el pare d'Himeneu. De vegades es deia que el fill de Magnes no va ser Himeneu, sinó Píer, pare del mateix Himeneu.